# Okręg wyborczy Fairfax
Okręg wyborczy Fairfax (ang. Division of Fairfax) – jednomandatowy okręg wyborczy do Izby Reprezentantów Australii, położony na wybrzeżu stanu Queensland, na północ od Brisbane. Powstał przed wyborami w 1984 roku, jego patronką jest działaczka społeczna Ruth Fairfax. 

## Lista posłów
| okres urzędowania | poseł         | przynależność                                                                           |
| ----------------- | ------------- | --------------------------------------------------------------------------------------- |
| 1984-1990         | Evan Adermann | Narodowa Partia Australii                                                               |
| 1990-2013         | Alex Somlyay  | Liberalna Partia Australii (1990-2010) Liberal National Party of Queensland (2010-2013) |
| 2013-2016         | Clive Palmer  | Palmer United Party                                                                     |
| od 2016           | Ted O'Brien   | Liberal National Party of Queensland                                                    |

źródło: 